# Folketingswahl 1971
- Socialistisk Folkeparti (F): 17
- Social
demokraterne (A): 70
- Radikale Venstre (B): 27
- Färöer/Grönland: 4
- Venstre (V): 30
- Det Konservative Folkeparti (C): 31

Die Parlamentswahl in Dänemark 1971 zur Wahl der Abgeordneten des Folketing, dem Parlament Dänemarks, fand am 21. September 1971 in Dänemark und am 5. Oktober 1971 auf den Färöern statt.

## Hintergrund
Der Folketing war vier Monate vor Ablauf der Legislaturperiode aufgelöst worden, um einerseits unbeliebte Wahlen im Winter zu vermeiden und um andererseits ein klares Votum der Wähler bezüglich des Beitritts Dänemarks zur Europäischen Gemeinschaft zu erhalten.
Die bisherige Regierung wurde durch eine Koalition der Konservativen Volkspartei (C), der Radikale Venstre (R) und der Liberalen Partei (V) gebildet, die 73 Sitze Mandate besaßen. Die oppositionellen Sozialdemokraten (S) nahmen 62 Sitze ein.
Neben diesen vier Parteien präsentierten sechs weitere Parteien Kandidaten für diese Parlamentswahl, aber nur einer dieser Parteien, der Socialistisk Folkeparti (F),  gelang es Sitze zu erringen.
Insgesamt bewarben sich etwa 900 Kandidaten um die Sitze im Parlament. Der Wahlkampf war mit weniger als einen Monat sehr kurz. Die Hauptthemen dieses Wahlkampfes waren die Wirtschaftslage und der Antrag Dänemarks auf Beitritt zur EG, jedoch konnte keines der beiden Lager hierbei entscheidend punkten. Während die Regierungskoalition durch das Haushaltsdefizit und die damit seit 1969 auftretende öffentliche Ablehnung von Sparmaßnahmen Einbußen in der öffentlichen Meinung hinnehmen mussten, waren die Sozialdemokraten in der Frage des Beitrittes zur EG intern gespalten, wobei die Socialistisk Folkeparti als einzige Partei gegen den Beitritt war.

## Wahlmodus
Wahlberechtigt zur Folketingswahl waren alle dänischen Staatsbürger, die das 21. Lebensjahr vollendet hatten und einen Wohnsitz in Dänemark besaßen. Jeweils zwei Mandate wurden auf den Färöern und auf Grönland vergeben, 175 Mandate wurden im übrigen Dänemark in einer Verhältniswahl vergeben. Dabei wurden zunächst 135 so genannte Wahlkreismandate (kredsmandater) auf die 17 Groß- und Amtskreise (stor- og amtskredse) aufgetrennt und dort nach dem regionalen Stimmverhältnis verteilt. Anschließend wurden landesweit nochmals weitere 40 Ausgleichsmandate (tillægsmandater) ausgegeben, um den Stimmverhältnissen möglichst nahe zu kommen. Für diese Mandatsverteilung galt eine Zwei-Prozent-Hürde, die allerdings mit einem Wahlkreismandat umgangen werden konnte.

## Wahlergebnis
Vermutlich hat auch die 1970 gegründete Christliche Volkspartei (KrF) zur Niederlage der bisherigen Koalition beigetragen. Mit ihrer Position gegen die Lockerung der Pornographie- und Abtreibungsgesetzgebung konnte sie Wähler von rechts und aus dem Zentrum gewinnen.
Gewinner der Wahl mit über 37 % der Stimmen und damit 70 Sitzen im Folketing waren die Sozialdemokraten. Deren Vorsitzender, Jens Otto Krag, trat sein Amt als neuer Ministerpräsident am 11. Oktober 1971 an.
| Dänemark                                                  | Dänemark  | Dänemark | Dänemark | Dänemark |
| Partei                                                    | Stimmen   | %        | Sitze    | +/−      |
| --------------------------------------------------------- | --------- | -------- | -------- | -------- |
| Socialdemokraterne (A)                                    | 1.074.777 | 37,3     | 70       | +8       |
| Det Konservative Folkeparti (C)                           | 481.335   | 16,7     | 31       | −6       |
| Venstre (V)                                               | 450.904   | 15,6     | 30       | −4       |
| Radikale Venstre (B)                                      | 413.620   | 14,3     | 27       | ±0       |
| Socialistisk Folkeparti (F)                               | 262.756   | 9,1      | 17       | +6       |
| Kristeligt Folkeparti (Q)                                 | 57.072    | 2,0      | 0        | ±0 (Neu) |
| Danmarks Retsforbund (E)                                  | 50.231    | 1,7      | 0        | ±0       |
| Venstresocialisterne (Linke Sozialisten)                  | 45.979    | 1,6      | 0        | −4       |
| Danmarks Kommunistiske Parti (K)                          | 39.564    | 1,4      | 0        | ±0       |
| Slesvigske Parti Schleswigsche Partei                     | 6.743     | 0,2      | 0        | ±0       |
| Unabhängige                                               | 919       | 0,0      | 0        | ±0       |
| Ungültige Stimmen                                         | 20.196    | –        | –        | –        |
| Gesamt                                                    | 2,904,096 | 100      | 175      | 0        |
| Färöer                                                    |           |          |          |          |
| Javnaðarflokkurin (Sozialdemokratische Partei der Färöer) | 4.170     | 31.8     | 1        | ±0       |
| Sambandsflokkurin (Unionisten)                            | 2,855     | 21,8     | 0        | ±0       |
| Fólkaflokkurin (Volkspartei)                              | 2.680     | 20,4     | 1        | ±0       |
| Sjálvstýrisflokkurin (Selbstverwaltungspartei)            | 648       | 4,9      | 0        | ±0 (Neu) |
| Framburðsflokkurin (Fortschrittspartei)                   | 362       | 2,8      | 0        | ±0       |
| Unabhängige                                               | 2.140     | 16.3     | 0        | ±0 (Neu) |
| Ungültige Stimmen                                         | 77        | –        | –        | –        |
| Gesamt                                                    | 13,202    | 100      | 2        | 0        |
| Grönland                                                  |           |          |          |          |
| Unabhängige                                               | 7.148     | 100      | 2        | ±0       |
| Ungültige Stimmen                                         | 195       | –        | –        | –        |
| Gesamt                                                    | 7,343     | 100      | 2        | 0        |